# M982 Excalibur

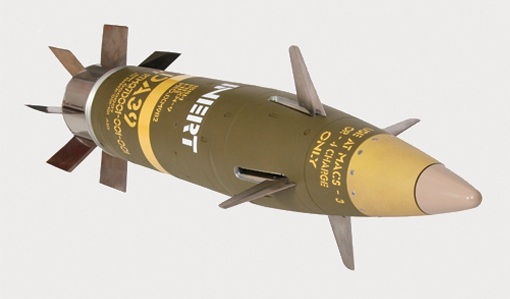
M982 Excalibur

M982 Excalibur je americký naváděný 155mm dělostřelecký granát s prodlouženým dostřelem pomocí dnového výtoku plynů (Base Bleed). Jeho výrobci jsou společnosti BAE Systems a Raytheon Missiles & Defense. Granát využívá inerciální navigaci a GPS. Trajektorii letu mění pomocí výsuvných řiditelných aerodynamických ploch. Zapalovač umožňuje nastavení výbuchu před dopadem, při dopadu, nebo se zpožděním. Dostřel granátu se liší dle použité zbraně. V případě 155mm kanónů s délkou hlavně 39 ráží (M109, M777 aj.) je maximální dostřel 39 kilometrů a u 155mm houfnice s hlavní dlouhou 52 ráží (CAESAR, PzH 2000, AHS Krab) je dostřel 45–50 kilometrů. Dopadají na předem určené místo, proto nemohou zasáhnout pohybující se cíl. Programovány jsou před střelbou pomocí bezdrátového modulu. Vysoce přesný granát má střední kruhovou odchylku deset metrů, tedy dokáže zasahovat bodové cíle. Při nasazení po ruské invazi na Ukrajině byla zaznamenána likvidace malých cílů, jako jsou hlavní bojové tanky, pomocí přesného zásahu jednoho až dvou granátů Excalibur.